# Kurudugonahalli, Koratagere
Kurudugonahalli là một làng thuộc tehsil Koratagere, huyện Tumkur, bang Karnataka, Ấn Độ.